# Apocheiridium pelagicum
Apocheiridium pelagicum är en spindeldjursart som beskrevs av Vladimir V. Redikorzev 1938. Apocheiridium pelagicum ingår i släktet Apocheiridium och familjen dvärgklokrypare. Inga underarter finns listade i Catalogue of Life.